# Coppa dei Campioni d'Africa 1966
La Coppa dei Campioni d'Africa 1966 è stata la seconda edizione del massimo torneo calcistico africano per squadre di club maggiori maschili.

## Risultati
- Oryx Douala qualificato d'ufficio alle semifinali in qualità di detentore della manifestazione.

### Primo turno
| Squadra 1          | Totale | Squadra 2         | Andata | Ritorno |
| ------------------ | ------ | ----------------- | ------ | ------- |
| Conakry I          | a tav. | Gorée             |        | -       |
| Diables Noirs      | 3 – 2  | AS Dragons        | 1 – 2  | 2 – 0   |
| Ethio-Cement       | 1 – 10 | Al-Hilal Omdurman | 1 – 4  | 0 – 6   |
| Étoile Lomé        | 0 – 6  | Asante Kotoko     | 0 – 3  | 0 – 3   |
| Étoile Ouagadougou | 3 – 4  | Stade d'Abidjan   | 2 – 0  | 1 – 4   |
| Invincible Eleven  | 2 – 9  | Real Bamako       | 2 – 3  | 0 – 6   |

### Quarti di finale
| Squadra 1         | Totale | Squadra 2       | Andata | Ritorno |
| ----------------- | ------ | --------------- | ------ | ------- |
| Al-Hilal Omdurman | 10 – 2 | Diables Noirs   | 6 – 1  | 4 – 1   |
| Asante Kotoko     | 2 – 3  | Stade d'Abidjan | 0 – 1  | 2 – 2   |
| Real Bamako       | 5 – 3  | Conakry I       | 2 – 1  | 3 – 2   |

### Semifinali
| Squadra 1         | Totale | Squadra 2       | Andata | Ritorno |
| ----------------- | ------ | --------------- | ------ | ------- |
| Al-Hilal Omdurman | 3 – 4  | Stade d'Abidjan | 1 – 0  | 2 – 4   |
| Oryx Douala       | 4 – 7  | Real Bamako     | 2 – 4  | 2 – 3   |

### Finale

#### Andata
| Bamako 11 dicembre 1966                                               | Real Bamako | 3 – 1     | Stade d'Abidjan | Stadio Omnisports (30 000 spett.) |
| \| \| \| \| \| Keïta 57’ (rig.) Nani 77’ \| Marcatori \| 1’ Peters \| |             |           |                 |                                   |
|                                                                       |             |           |                 |                                   |
| Keïta 57’ (rig.) Nani 77’                                             | Marcatori   | 1’ Peters |                 |                                   |

#### Ritorno
| Abidjan 25 dicembre 1966                                                        | Stade d'Abidjan | 4 – 1 (d.t.s.) | Real Bamako | Stadio Félix Houphouët-Boigny (40 000 spett.) |
| \| \| \| \| \| Déhi 15’, 26’ Peters 75’ Bléziri 117’ \| Marcatori \| Ballani \| |                 |                |             |                                               |
|                                                                                 |                 |                |             |                                               |
| Déhi 15’, 26’ Peters 75’ Bléziri 117’                                           | Marcatori       | Ballani        |             |                                               |